# ديمتري بريانيشنيكوف
ديمتري نيكولايفيتش بريانيشنيكوف (بالروسية: Дми́трий Никола́евич Пря́нишников) هو عالم كيمياء زراعية وعالم كيمياء حيوية وعالم في فسيولوجيا نبات روسي. وُلد ديمتري بريانيشنيكوف في 6 نوفمبر (تشرين ثانٍ) 1865 في مدينة كياختا في الإمبراطورية الروسية آنذاك، وتوفي بموسكو عاصمة الاتحاد السوفيتي في 30 أبريل (نيسان) 1948.

## المسيرة المهنية
يعتبر ديمتري بريانيشنيكوف هو مؤسس المدرسة العلمية السوفيتية في الكيمياء الزراعية. كان ديمتري بريانيشنيكوف أكاديمياً في أكاديمية العلوم في اتحاد الجمهوريات الاشتراكية السوفييتية منذ عام 1929، كما عمل في أكاديمية العلوم الزراعية بدءاً من عام 1936، ثم عُيّن عضواً مناظراً في الأكاديمية الفرنسية للعلوم، كما أنه مؤسس المعهد العلمي للأسمدة الكيماوية للاقتصاد الوطني وكان أول مدير له.
عُرف ديمتري بريانيشنيكوف معروف بالبسالة والشجاعة، ولقد حاول لعدة سنوات إنقاذ عالم الوراثة الروسي نيكولاي فافيلوف من السجن، وسعى للحصول على معاونة من لافرينتي بيريا رئيس الأمن في الاتحاد السوفيتي وجهاز الشرطة السرية آنذاك، وكذلك من نائبه بوجان كوبولوف، وكتب عدة رسائل إلى ستالين، وقدم أيضًا جائزة فافيلوف الذي سُجن وقدم ترشيحه لانتخاب مجلس السوفييت الأعلى لاتحاد الجمهوريات الاشتراكية السوفيتية.

## الجوائز والتكريمات
حصل ديمتري بريانيشنيكوف على العديد من الجوائز والتكريمات في الحقول العلمية، بالإضافة إلى عدد من أوسمة الاتحاد السوفيتي، ومن أهم هذه الجوائز:
- جائزة لينين في عام 1926.
- جائزة ستالين في عام 1941.
- جائزة تيميريازيف في عام 1945.[5]
- جائزة بطل العمل الاشتراكي في عام 1945.[6]